# Francesco Saverio Marulli
Francesco Marulli, avstrijski feldmaršal, * 1675, † 1751.